# Kamov Ka-27

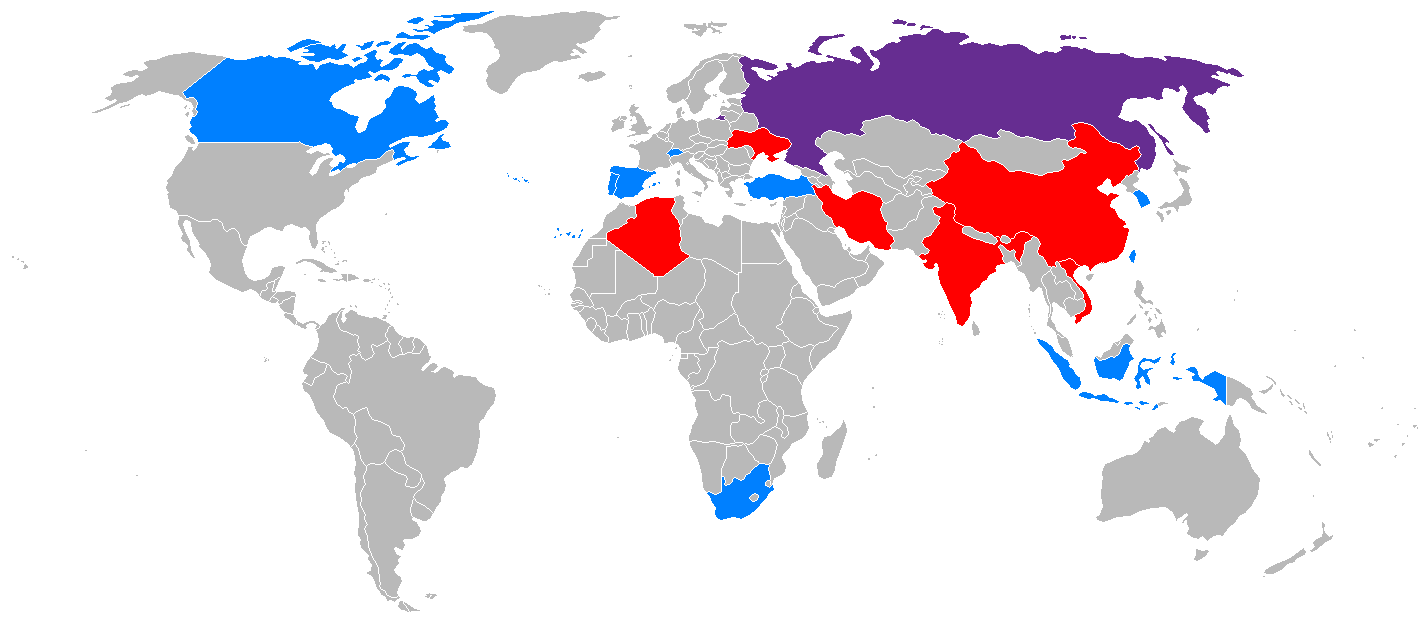
Användare av Ka-27/28/29/31/32. Militära användare i rött och civila användare i blått.

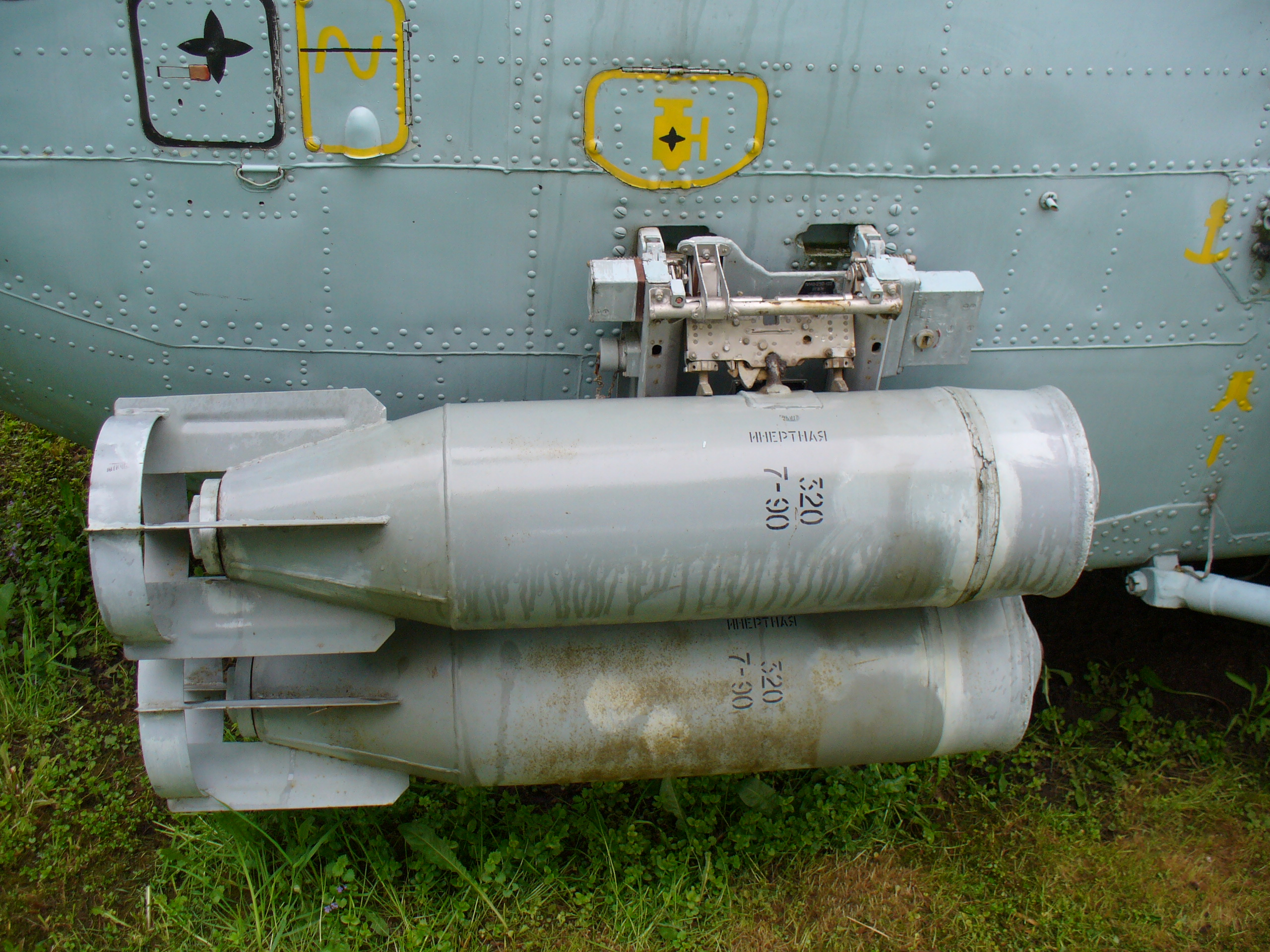
Två sjunkbomber monterade på styrbords sidan av en Ka-27PL.

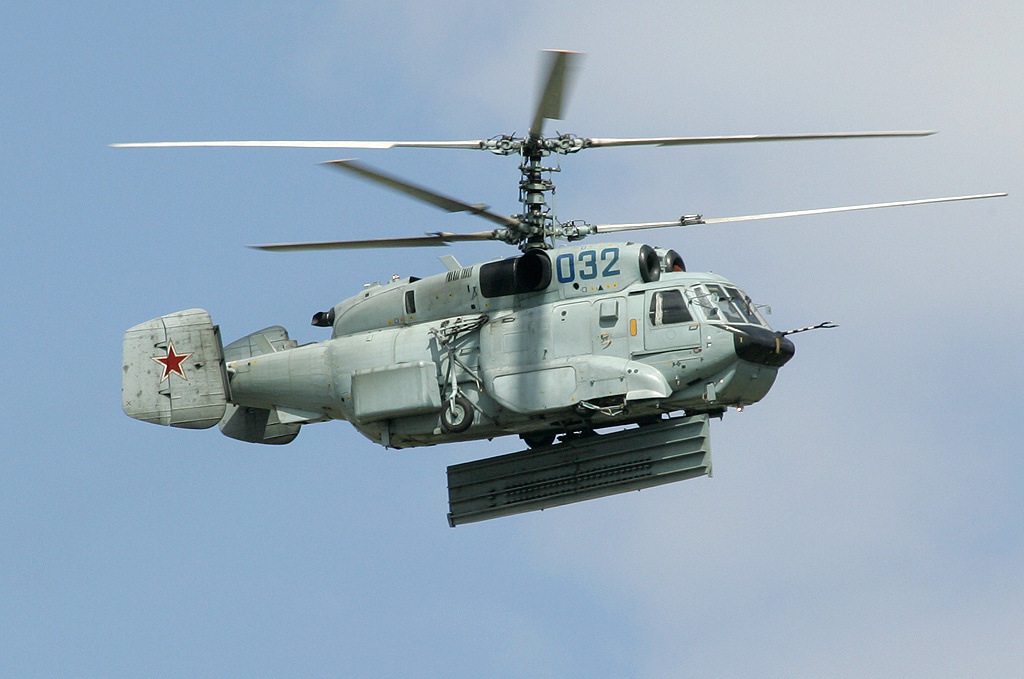
En Ka-31 med radarn i nedfällt läge.

Kamov Ka-27 (NATO-rapporteringsnamn Helix) är en sovjetisk helikopter som utvecklades i början av 1970-talet för att ersätta Ka-25.

## Historik
Ka-25 visade sig vara en robust och effektiv konstruktion, men dess akilleshäl var dess relativt svaga motorer. Sergej Isotov hade utvecklat en bättre motor för helikoptrarna Mil-14 och Mil-17 och Sergej Michejev påbörjade och ledde arbetet med att utveckla en moderniserad variant av Ka-25 med Isotov-motorer. Trots att målsättningen från början var en ny konstruktion med så små förändringar som möjligt mot Ka-25 gjorde den fördubblade effekten att både växellåda och rotorsystem behövde konstrueras om från grunden. Även på andra områden hade tekniken gått framåt vilket gjorde att man valde att bygga nytt i stället för att återanvända gammalt.
Prototypen flög första gången 1973 och serieproduktionen inleddes 1977. Trots det var Ka-27 okänd i väst tills den observerades under övningen ZAPAD-81 då två helikoptrar (den ena antagligen en Ka-32) var baserade på den nya jagaren Udaloj. Samma år visades en Ka-32 officiellt vid en konferens för civil luftfart i Minsk.

## Konstruktion
Den största skillnaden mot Ka-25 är motorerna som har dubbelt så hög effekt (2000 hk mot tidigare 1000 hk). Den höga effekten gjorde att växellådan och rotorsystemet behövde konstrueras om från grunden. Rotornavet är tillverkat i titan och rotorbladen är tillverkade i kolfiber-glasfiber laminat med ett ytskikt av kevlar med elektrisk avisning. Ka-27 är också den första sovjetiska helikopter som konstruerats för att minimera vibrationer och buller.

## Varianter
- Ka-27PL – (PL = Podvodnych Lodov = ubåtsjakt) Ubåtsjakthelikopter med dopphydrofon, sonarbojar och målsökande ubåtsjakttorpeder.
- Ka-27PS – (PS = Poiskovo-Spasatelnaja = sök och räddning) Räddningshelikopter utan beväpning men med vinsch, strålkastare och radiopejl.
- Ka-27PSD – Förstärkt version av Ka-27PS med längre räckvidd. Total bränslemängd 4830 liter.
- Ka-27E – Helikopter utrustad för att mäta radioaktivitet.
- Ka-27REP – Helikopter utrustad med kraftiga störsändare.
- Ka-28 – Exportmodell med kraftigare motorer men med enklare elektronik.
- Ka-29 – Taktisk transporthelikopter avsedd för att luftlandsätta trupper från landstigningsfartyg. Beväpnad med pansarvärnsrobotar, raketer och kulspruta.
- Ka-31 – Radarspaningshelikopter med radarn E-810 Oko vars antenn normalt är uppfälld mot undersidan av flygkroppen men fälls ut åt babord när den används. Helikoptern är utrustad med en APU för att förse radarn med elkraft.
- Ka-32 – Civil transporthelikopter.
- Ka-32A1 – Helikopter utrustad för vattenbombning.
- Ka-32A2 – Polishelikopter med strålkastare och högtalare.
- Ka-32A4 – Civil räddningshelikopter.
- Ka-32S – Marin transport- och flygräddningshelikopter med samma radar som Ka-27PL.
- Ka-32T – Transporthelikopter med 16 passagerarsäten.
- Ka-32K – Civil transporthelikopter med centralt monterad vinsch och bakåtvänd kabin för vinschoperatören under nosen.

### Webbkällor
- ”КА-27ПЛ” (på ryska). Уголок неба. 2004. http://www.airwar.ru/enc/sh/ka27.html. Läst 8 januari 2012.

Den här artikeln är helt eller delvis baserad på material från engelskspråkiga Wikipedia, Kamov Ka-27, tidigare version.
Den här artikeln är helt eller delvis baserad på material från engelskspråkiga Wikipedia, Kamov Ka-31, tidigare version.
Den här artikeln är helt eller delvis baserad på material från ryskspråkiga Wikipedia, Ка-27, tidigare version.
Den här artikeln är helt eller delvis baserad på material från ryskspråkiga Wikipedia, Ка-29, tidigare version.
Den här artikeln är helt eller delvis baserad på material från ryskspråkiga Wikipedia, Ка-31, tidigare version.
Den här artikeln är helt eller delvis baserad på material från ryskspråkiga Wikipedia, Ка-32, tidigare version.